# Patrick Ekeng
Patrick Claude Ekeng Ekeng (* 26. března 1990, Yaoundé, Kamerun – 6. května 2016, Bukurešť, Rumunsko) byl kamerunský fotbalový záložník a reprezentant, naposledy hráč rumunského klubu FC Dinamo București. Mimo Kamerun působil na klubové úrovni v dalších čtyřech zemích, Francii, Švýcarsku, Španělsku a Rumunsku.
6. května 2016 v televizním zápase nejvyšší rumunské ligy proti FC Viitorul Constanța (remíza 3:3) přišel na hřiště ve druhém poločase jako střídající hráč. Po sedmi minutách na hřišti zkolaboval a o dvě hodiny později zemřel ve věku 26 let v nemocnici v Bukurešti na zástavu srdce.

## Klubová kariéra
- Canon Yaoundé (mládež)
- Canon Yaoundé 2008–2009
- Le Mans FC 2009–2013
- →  Rodez AF (hostování) 2011
- FC Lausanne-Sport 2013–2014
- Córdoba CF 2014–2015
- FC Dinamo București 2016

## Reprezentační kariéra
Nastupoval v kamerunské reprezentaci U20. Zúčastnil se Mistrovství světa hráčů do 20 let 2009 v Egyptě, kde mladí Kamerunci skončili se 3 body na posledním čtvrtém místě základní skupiny C.
V A-týmu Kamerunu debutoval 7. ledna 2015 v přátelském utkání v Yaoundé proti reprezentaci Demokratické republiky Kongo (remíza 1:1). Byl nominován na Africký pohár národů 2015. Celkem si připsal 2 starty za kamerunský národní tým (jiný zdroj uvádí 7 zápasů).